# Hainau
Hainau ist eine Ortsgemeinde im Rhein-Lahn-Kreis in Rheinland-Pfalz. Sie gehört der Verbandsgemeinde Nastätten an. Bis zum 31. Januar 1971 war der offizielle Name der Gemeinde Pissighofen.

## Geographie
Hainau liegt im Taunus (westlicher Hintertaunus) im sogenannten Blauen Ländchen. Zu Hainau gehört auch der Ortsteil Junkernhof.

## Geschichte
Die erste urkundliche Erwähnung von Pischingehova, was so viel bedeutet wie „zu den Höfen des Piso“, geht auf das Jahr 922 zurück. Der Name unterlag im Laufe der Zeit mehreren Änderungen, von Bissingofin im Jahre 1250, über Pyssengoiben im Jahre 1340, Pißschengabe im Jahre 1361, Pissighoffen im Jahre 1526 zu Pissighofen.

## Namensänderung
Der Gemeindename „Pissighofen“ wurde aufgrund seiner Konnotation am 1. Februar 1971 durch den heutigen Namen Hainau ersetzt. Erste Bestrebungen hierzu gehen auf die Zeit nach dem Ersten Weltkrieg zurück. Im Juni 1970 stimmten bei einer Abstimmung der Bevölkerung 147 Einwohner für und 13 gegen eine Namensänderung bei acht Enthaltungen.

## Politik

### Gemeinderat
Der Gemeinderat in Hainau besteht aus sechs Ratsmitgliedern, die bei der Kommunalwahl am 9. Juni 2024 in einer Mehrheitswahl gewählt wurden, und der ehrenamtlichen Ortsbürgermeisterin als Vorsitzender.

### Bürgermeister
Nadine Bärz wurde am 19. Juli 2024 Ortsbürgermeisterin von Hainau. Da bei der Direktwahl am 9. Juni 2024 kein Wahlvorschlag eingereicht wurde, oblag die Neuwahl des Bürgermeisters gemäß rheinland-pfälzischer Gemeindeordnung dem Rat der Gemeinde, der sich auf seiner konstituierenden Sitzung für Nadine Bärz entschied.
Der Vorgänger von Nadine Bärz, Carsten Schmidt, hatte das Amt zehn Jahre ausgeübt und kandidierte bei der Wahl 2024 nicht erneut.